# 은여우 작전
은여우 작전(독일어: Silberfuchs; 핀란드어: Hopeakettu) 또는 무르만스크 작전(러시아어: Мурманская операция)은 1941년 6월 29일부터 11월 17일까지 계속 전쟁 중 동부 전선에서 소련에 대항하여 나치 독일과 핀란드가 공동으로 수행한 군사 작전이었다. 이 공세의 목표는 핀란드 및 노르웨이 영토에서 공격하여 핵심 소련 무르만스크 항구를 차단하고 점령하는 것이었다.
작전은 세 단계로 나뉘어 진행되었다. 순록 작전 (렌티어)에서는 독일군이 노르웨이에서 진격하여 페차모와 그 니켈 광산 주변 지역을 확보했다. 백금 여우 작전(Platinfuchs; Platinakettu)은 노르웨이 산악군단이 북쪽에서 공격하고, 제36산악군단 (독일)과 핀란드 제3군단 소속 부대들이 남쪽에서 북극 여우 작전 (폴라르푸흐스; Napakettu)을 통해 무르만스크를 포위 공격으로 차단하고 점령하는 것이었다. 독일-핀란드군은 일부 영토를 점령했지만, 무르만스크는 차단되거나 점령되지 않았고 전쟁 내내 연합군 북극 해상 호송대의 중요한 목적지로 계속 기능했다.

## 배경
핀란드는 제1차 세계 대전 말기에 독일이 지원하는 민족주의자와 러시아 볼셰비키가 지원하는 공산주의자들 사이에서 1918년 1월부터 5월까지 일어난 핀란드 내전을 통해 러시아로부터 독립을 공고히 했다. 새로운 반공산주의 공화국과 소련 간의 긴장은 전간기 초기에 계속 높았다. 카렐리야에서 핀란드 민족주의자들과 소련 간의 여러 국경 분쟁 이후, 1920년 타르투 조약 (러시아-핀란드)으로 양국 국경이 확정되었다. 소련-핀란드 관계는 냉랭했지만, 양측은 1932년에 10년 불가침 조약을 체결했다.
1933년 나치당이 독일에서 집권했다. 소련은 독일의 공격을 두려워했고, 가능한 독일-핀란드 동맹에 대비하여 스스로를 보호하고자 했다. 핀란드는 어떤 대가를 치르더라도 중립을 유지하기를 원했다. 1938년과 1939년 협상에서 소련은 핀란드에 독일이 핀란드에 진입할 경우 붉은 군대의 개입을 허용하는 보안 조치를 요구했다. 핀란드가 거부하자, 소련은 독일 침공에 대비하여 필요하다고 판단되는 전략적 위치를 위한 영토 교환을 제안했다. 구스타프 만네르헤임 (핀란드 국방위원회 의장)과 다른 이들은 이 제안을 지지했지만, 핀란드 정부는 중립을 유지하기를 원했고 긴 협상은 실패했다.
1939년 8월 23일, 소련과 나치 독일은 유럽을 각국의 세력권으로 나누는 비밀 의정서를 포함한 독일-소련 불가침 조약을 체결했다. 그들은 핀란드가 소련의 세력권에 속하기로 합의했다. 이후 독일은 1939년 9월 폴란드를 침공했고, 16일 후 소련은 폴란드 동부를 침공했다. 핀란드가 소련의 요구를 계속 거부하자, 소련은 마침내 1939년 11월 핀란드를 공격했고, 이는 겨울 전쟁으로 이어졌다. 소련은 핀란드를 합병하지 못했지만, 1940년 3월 모스크바 평화 조약 체결로 영토를 얻었다. 서방 연합국으로부터 버림받았다고 느낀 핀란드는 소련이 가하는 위협에 대항하여 도움을 찾기 시작했다. 핀란드는 더 넓은 스칸디나비아 방위 협력에 참여하려 했지만, 소련과 독일 양측의 반대로 무산되었다. 1940년 4월부터 독일의 덴마크와 노르웨이 점령으로 핀란드는 소련, 나치 독일, 스웨덴 외의 국가들과의 실질적인 연결이 끊겼다. 스웨덴-핀란드 군사 동맹 제안은 소련-독일의 압력으로 실패했다. 다른 잠재적 도움의 원천이 사라지자, 핀란드는 소련에 대한 입지를 확보하기 위해 독일과 더 긴밀한 관계를 추구하기 시작했고, 양측은 소련에 대항하는 공동 정책을 개발하기 위해 협력했다.
국방군최고사령부 (OKW, 독일 국방군 최고사령부)는 1941년 소련에 대한 공세인 바르바로사 작전 계획에 핀란드군을 포함시켰다. 은빛 여우 작전 (독일어: Unternehmen Silberfuchs)이라는 이름의 핀란드-독일 공세는 주 추축국 노력 (중앙 러시아를 목표로 함)을 북쪽에서 지원할 것이었다. 은빛 여우 작전은 서방 연합군이 소련에 원조를 제공하는 명백한 잠재적 무역 중계항인 무르만스크 항구를 포위 공격하여 무력화하는 것을 목표로 했다.

## 계획

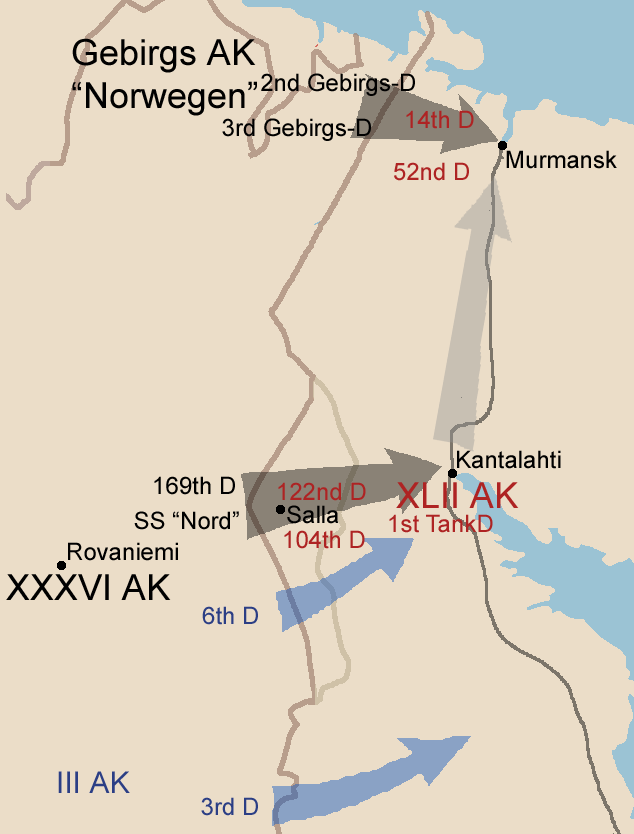
은빛 여우 작전의 원래 계획.

작전 계획은 1940년 12월부터 본격적으로 시작되었다. 노르웨이 육군 (국방군) (AOK 노르웨이) 참모총장인 에리히 부셴하겐은 핀란드를 방문하여 전쟁에서 핀란드의 역할을 결정할 계획을 세웠는데, 여기에는 소련에 대항하는 독일-핀란드 작전의 첫 초안이 포함되었다. 1940년 12월 8일, 히틀러는 지시 21호를 발행하여 바르바로사 작전의 전역 계획을 상세히 설명했으며, 여기에는 제안된 독일-핀란드 협력의 목표도 포함되었다. 작전의 상세 계획은 1941년 1월 니콜라우스 폰 팔켄호르스트, 노르웨이 육군 사령관과 그의 참모진에 의해 작성되었다.
1941년 2월 18일, 노르웨이 주둔 국방군 참모총장인 에리히 부셴하겐 대령이 헬싱키에 도착했고, 다음 날부터 그는 핀란드 참모본부 대표인 악셀 아이로 장군과 에리크 하인리히스 장군과 협의했다.
이후 부셴하겐 대령은 쿠사모와 동부 로바니에미, 그리고 페차모 지역을 방문하여 지역을 정찰했고, 그의 방문은 2월 28일에 종료되었다.
은빛 여우 작전은 세 가지 작전으로 구성된 2단계 포위 공격으로 계획되었다. 첫 번째 단계는 순록 작전 (운터네멘 렌티어)으로, 노르웨이 산악군단의 두 개 사단인 제2 및 제3 산악사단이 에두아르트 디틀의 지휘 아래 시르케네스에서 동쪽으로 이동하여 페차모 주변의 핀란드 점령 지역에 배치되어 니켈 광산을 확보하는 것이었다.
은빛 여우 작전의 두 번째 단계는 소련의 항구인 무르만스크에 대한 포위 공격이었다. 무르만스크는 겨울에도 얼지 않는 항구였으며, 아르한겔스크와 함께 서방 연합군이 소련에 보급품을 보낼 가능성이 높은 목적지였다. 공격의 첫 번째 지점은 노르웨이 산악군단이 무르만스크에 대한 정면 공격을 가하는 것이었다. 두 개 사단은 페차모에서 동쪽으로 진격하여 무르만스크를 점령할 예정이었다. 그 과정에서 핀란드 국경 부대의 지원을 받아 리바치반도를 확보해야 했다. 이 첫 번째 포위 공격은 백금 여우 작전 (운터네멘 플라틴푸흐스)으로 명명되었다.
북극 여우 작전 (운터네멘 폴라르푸흐스)으로 명명된 두 번째 포위 공격은 더 남쪽에서 시작되어 겨울 전쟁 후 소련에 할양된 살라를 점령하고, 그 다음 철도를 따라 동쪽으로 진격하여 칸달락샤를 점령하고, 무르만스크와 중앙 러시아를 연결하는 중요한 무르만스크 철도 노선을 끊는 것이었다. 이 작전에는 한스 파이게가 지휘하는 독일 제36군단 (독일)과 햘마르 실라스부오가 지휘하는 핀란드 제3군단이 참여할 것이었다.
공세에 대한 공중 지원은 노르웨이에 본부를 둔 제5항공함대와 핀란드 공군이 제공할 것이었다. 은빛 여우 작전을 위해 루프트바페는 새로운 본부를 창설하고 핀란드로 이전했다. 핀란드 공군은 적대 행위 시작 시점에 다양한 유형의 항공기 약 230대를 보유하고 있었다. 제5항공함대는 핀란드의 은빛 여우 작전에 항공기 60대를 배정했으며, 융커스 Ju 87, 융커스 Ju 88 및 하인켈 He 111 항공기를 사용하여 핀란드-독일 공세에 대한 근접 공중 지원을 제공했다.
1941년 2월 말까지 독일군은 핀란드로 이동했다. 독일은 중립국 스웨덴을 통한 통과권을 확보했고, 독일 제2 및 제3 산악사단은 순록 작전을 위해 시르케네스에 배치되었다. 제36군단의 본대를 위해 청색 여우 1과 청색 여우 2 (블라우푸흐스 I 및 블라우푸흐스 II)라는 두 가지 해상 수송 작전이 계획되었다. 독일군은 슈체친과 오슬로에서 오울루로 출발하여, 그곳에서 기차로 로바니에미로 계속 이동했다. 그곳에 도착하여 핀란드군과 합류하여 국경 방어 훈련을 가장하여 공세 위치로 진군했다.
소련의 준비는 미흡했다. 소련은 핀란드의 지원을 받을 수 있는 독일의 침공을 예상했지만, 스탈린은 국경 전역에 걸친 독일의 공격을 그렇게 빨리 예상하지 않았다. 국경은 요새화되었지만, 소련 지도부는 기습을 당했다. 독일-핀란드군에 맞선 주요 적은 북극에 주둔한 제7군 (소련)과 제14군 (소련)으로 구성된 소련 북부 전선군 (소련)이었다. 전선군은 마르키안 포포프 중장이 지휘했다.
1941년 8월 23일, 북부 전선군은 카렐리야 전선군과 레닌그라드 전선군으로 분할되었고, 각각 발레리안 프로로프와 포포프가 지휘했다. 프로로프는 제14군을 지휘했으며, 9월 1일 카렐리야 전선군 사령관으로 취임하면서 로만 이바노비치 파닌이 그를 계승했다. 첫 몇 주 동안 추축군은 수적 우위를 가졌다. 소련은 라도가호 북쪽 국경에 15만 명의 병력만 주둔시켰기 때문이었다. 추축국은 또한 공중 우위를 점했다. 소련 카렐리야는 낡은 유형의 항공기 273대만을 보유한 제1 및 제55 혼성 항공사단만이 보호했기 때문이었다.

## 은빛 여우 작전

### 전쟁 시작
독일-핀란드 협상 중 핀란드는 소련이 먼저 공격하지 않는 한 중립을 유지할 것을 요구했다. 1941년 6월 22일, 독일은 바르바로사 작전을 개시하여 소련을 침공했다. 독일 항공기는 핀란드 공군 기지를 사용했으며, 동시에 순록 작전을 시작하여 핀란드-소련 국경의 페차모를 점령했다. 동시에 핀란드는 중립 알란드 제도를 재무장했다. 이러한 행동에도 불구하고, 핀란드 정부는 외교 채널을 통해 여전히 중립국이라고 주장했지만, 소련 지도부는 이미 핀란드를 독일의 동맹국으로 간주하고 있었다. 6월 22일, 무르만스크주는 비상사태에 돌입했으며, 총 5만 명이 육군과 해군에 동원되었다. 징집병과 자원병들은 새로 창설된 제1극지소총사단의 대열에 합류했고, 북방함대의 해군 병사들은 해병 보병 여단에 복무했다. 또한 상당수의 민간인들이 자파드나야 리차와 콜라만 사이에 네 줄의 요새를 건설하는 데 고용되었다. 이후 소련은 6월 25일에 대규모 공습을 시작하여 헬싱키, 투르쿠, 라흐티를 포함한 모든 주요 핀란드 도시와 산업 중심지를 폭격했다. 같은 날 밤 열린 회의에서 핀란드 의회는 소련과의 전쟁을 결정했다. 이제 은빛 여우 작전을 시작할 수 있었다.

### 순록 작전
은빛 여우 작전의 첫 번째 단계는 일반 독일군 공세인 바르바로사 작전의 개시와 동시에 1941년 6월 22일에 시작되었다. 노르웨이 산악군단의 두 개 사단은 시르케네스에서 동쪽으로 이동하여 페차모 주변의 핀란드 점령 지역에 배치되기 시작했다. 독일군단의 국경 출현은 러시아군에게는 놀라운 일이었다. 작전은 성공적이었고 니켈 광산은 확보되었다. 디틀의 부대는 재편성하여 백금 여우 작전의 시작을 준비했다. 남쪽에서는 파이게의 제36군단 부대가 살라 공격을 준비했다.

### 백금 여우 작전
6월 29일 디틀은 핀란드 국경 부대와 함께 동쪽으로 공격을 개시했다. 그들은 제14군의 두 소련 사단인 제14 및 제52소총사단의 저항을 받았다. 첫째 날, 디틀의 초기 진격은 유망해 보였다. 제2산악사단은 리바치반도 경부를 확보할 수 있었고, 제3산악사단은 티톱카 계곡에서 소련 전선을 뚫고 강 위에 다리를 점령할 수 있었다.
기습 효과가 사라지자 독일군의 공세는 소련의 조직적인 방어와 어려운 환경에 직면하면서 지연되었다. 거친 지형, 지도 부족, 북극 날씨는 공세 내내 독일군의 진격을 늦췄다. 강한 소련군의 저항에 맞서 제2산악사단은 리바치반도 방어선을 더 이상 뚫지 못하고 7월에 그 경부에서 방어 진지를 구축했다. 일부 부대는 제3산악사단을 지원하기 위해 남쪽으로 파견되었다. 추가 병력으로 독일군은 강한 저항에 맞서 동쪽으로 더 진격하여 리차강에 도달하여 강 건너 교두보를 구축했다. 여기서 소련군은 독일군의 진격을 저지할 수 있었다. 디틀의 부대가 교두보를 동쪽으로 확장하려는 시도는 소련군이 독일군 진지를 위협하며 북쪽으로 상륙하여 측면 공격을 가하면서 실패했다. 디틀은 추가 증원군을 요청했지만, 독일군 최고사령부는 추가 병력을 지원할 의사가 없었고, 디틀은 노르웨이에서 소폭의 증원군만 받았다.
디틀의 부대가 소련군의 강력한 저항으로 저지되는 동안, 노르웨이 산악군단의 보급 상황은 급격히 악화되었다. 소련과 영국 해군이 노르웨이 해안을 따라 독일군의 보급선을 괴롭히면서 독일군은 더욱 약화되었다. 공세를 재개하려는 모든 시도는 실패했고, 오히려 소련군은 리차강 동쪽의 독일군 교두보를 제거할 수 있었고 9월 21일 작전은 중단되었다. 노르웨이 산악군단은 이제 전선을 방어하고 페차모 지역과 니켈 광산을 확보하라는 명령을 받았으며, 새로운 공세는 배제되었다. 양측은 이제 현재 위치에 참호를 팠다. 전쟁이 끝날 때까지 북부 전선은 1944년 소련군 공세까지 비교적 안정적으로 유지되었으며, 소규모 스키 순찰대 간의 교전만 발생했다.

### 북극 여우 작전

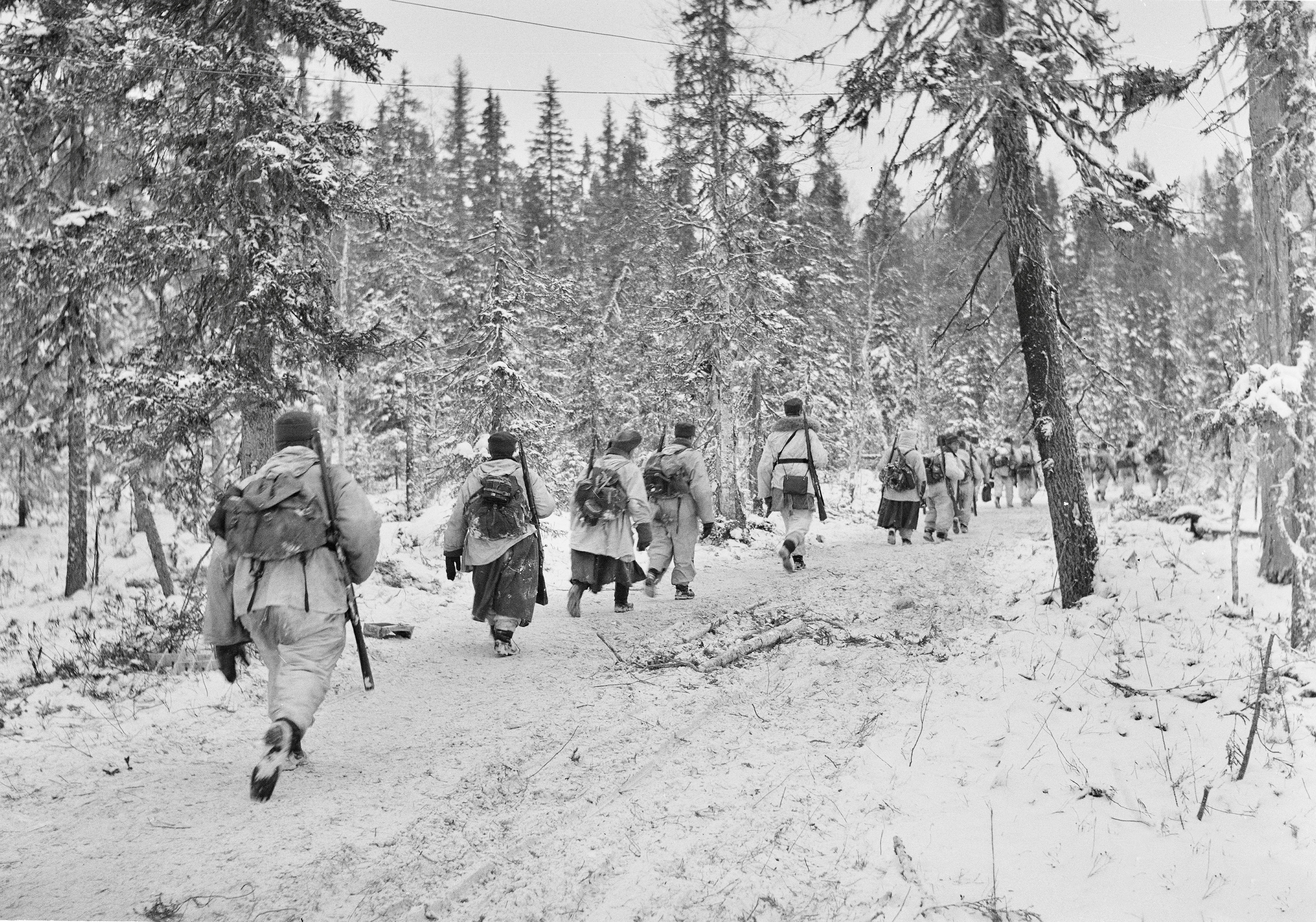
북극 숲의 케스텐가 동쪽에 있는 핀란드 병사들.

백금 여우 작전과 동시에 폴라르푸흐스 작전은 7월 1일에 시작되었다. 살라에 주둔한 독일 주력군은 제169사단, SS보병 캄프그루페 노르트 및 핀란드 제6사단의 3개 사단으로 구성되었다. 이들은 제14군의 제122소총사단, 제104소총사단, 그리고 제1전차사단의 3개 사단에 맞섰다. 독일군 부대는 살라에 대한 정면 공격을 개시했고, 핀란드 제6사단은 남쪽으로 더 나아가 알라쿠르티와 카이라리 (카이라라) 방면으로 소련 전선 후방에 대한 대규모 측면 공격을 시도했다.
초기 공격은 독일군이 북극 전투에 훈련되지 않아 잘 진행되지 않았다. 특히 이전 경찰 부대(제6, 7, 9 TK-슈탄다르테 SS-토텐코프베르반데)였던 SS사단은 조직적인 소련 방어에 대처하는 데 실패했다. 반복된 공격이 실패한 후, 제36군단은 모든 병력을 합치고 핀란드 제6사단의 측면 공격의 도움으로 마침내 7월 6일 소련 방어선이 돌파되었다. 7월 8일 살라가 함락되었고, 소련군은 동쪽으로 카이라리를 향해 전반적인 후퇴를 시작했다. 제36군단은 도주하는 병력을 추격하며 기세를 유지했고, 다음 날 카이라리에 도착했다. 카이라리는 강력한 소련 방어와 도시 주변의 큰 자연 호수로 보호받고 있었다. 이는 독일군의 추가 진격을 막았고, 나머지 달 동안 상황은 교착 상태에 빠졌다.
한편, 남쪽에서는 핀란드 제3군단이 독일군이 살라로 진격하는 것을 지원하기 위해 쿠사모에서 동쪽으로 공세를 개시했다. 제3군단의 목표는 두 개의 전투단을 동원한 양면 공격으로 케스텐가 (키에스팅키)와 우흐타에 도달하는 것이었다. 거기에서 군단은 루키와 켐으로 진격하여 무르만스크 철도를 절단할 예정이었다. 제54소총사단에 대한 핀란드의 초기 진격은 매우 성공적이었다. 제3군단은 북극 숲을 빠르게 통과하여 여러 소련 연대를 격파했다. 20일 만에 퍄오제로호와 토포제로호 사이의 운하까지 64 km (40 mi) 진격했다. 노르웨이 육군의 독일군 사령부는 핀란드의 빠른 진격에 감명받아 제36군단에서 부대를 남쪽으로 이동시켜 이 공격을 지원하기로 결정했다.

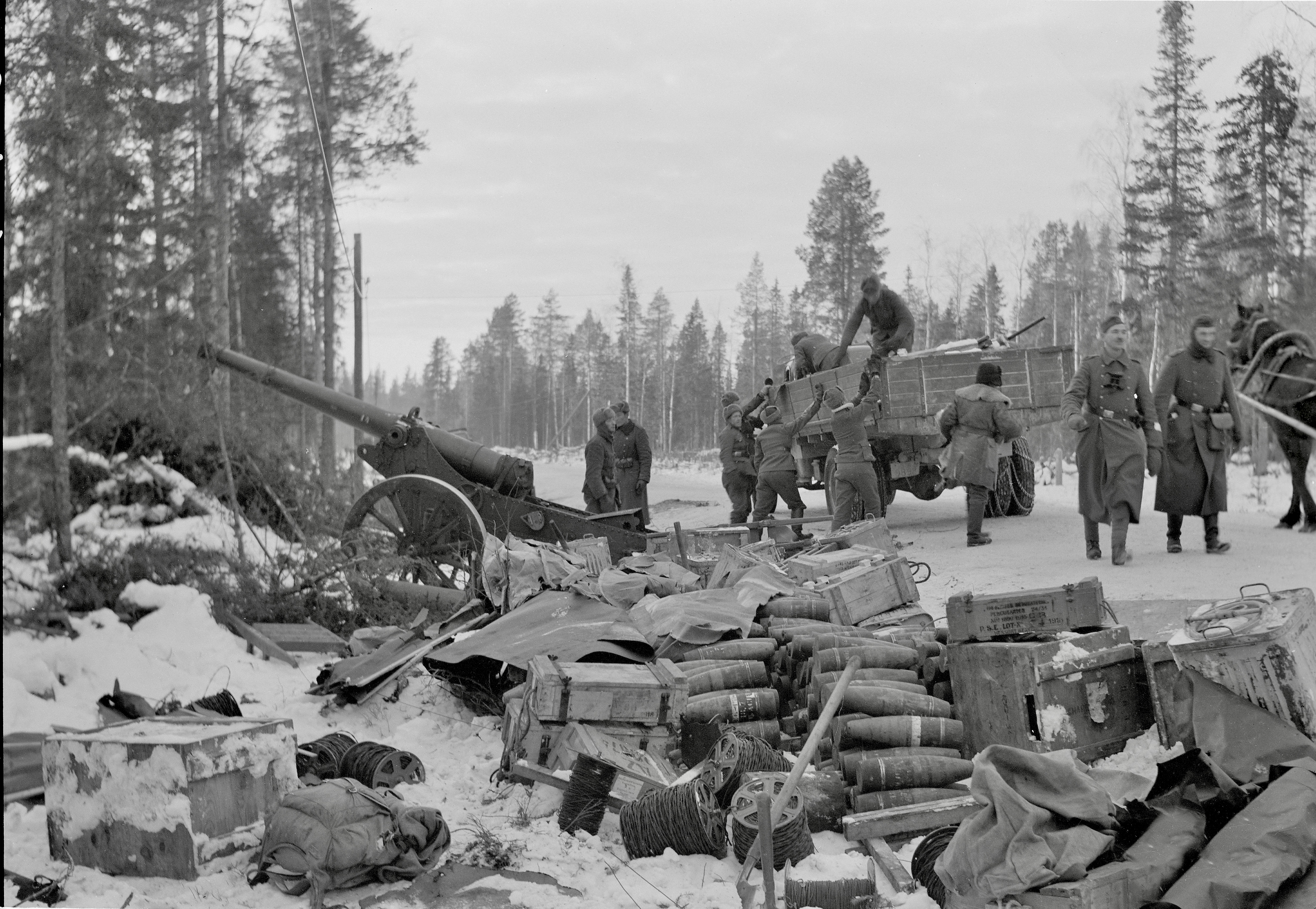
핀란드군이 케스텐가 동쪽에서 노획한 소련군 장비

제3군단은 운하를 건너 8월 7일 케스텐가를 점령했으며, 동시에 우흐타 외곽에 도달했다. 소련군은 이제 제88소총사단 형태로 대규모 증원군을 해당 지역으로 이동시켰다. 이로 인해 핀란드의 공세가 지연되었다.
한편, 북쪽에서 제36군단은 8월 중순에 카이라리에 대한 공세를 재개했다. 북쪽에서 제169사단이, 남쪽에서 핀란드 제6사단이 대규모 포위 기동을 펼쳐 도시를 포위하고 대규모 소련군 병력을 내부에 가두었다. 외곽을 정리한 후 제36군단은 동쪽으로 더 진격했다. 알라쿠르티를 점령하고 옛 1939년 소련 국경 요새가 위치한 보이타강과 베르만강에 도달했다. 강력한 소련군의 저항에 맞서 지친 제36군단 병력은 더 이상 진격할 수 없었다. 독일군 최고사령부가 제36군단에서 부대를 남쪽으로 이동시켜 제3군단의 진격을 강화하면서, 파이게의 군단은 9월 말에 공세 노력을 중단하고 방어로 전환했다.
새로 도착한 독일군에 힘입어 핀란드 제3군단은 10월 30일 마지막 공세를 시작했다. 소련군은 방어력을 강화하고 다른 지역에서 추가 병력을 이동시켰다. 그럼에도 불구하고 핀란드군은 일부 영토를 점령하고 소련군 연대 전체를 포위했다. 그런데 11월 17일, 핀란드 사령부는 현장 지휘관들로부터 추가 영토를 점령할 수 있다는 긍정적인 피드백에도 불구하고 갑자기 공세 중단을 명령했다. 핀란드 행동의 이러한 갑작스러운 변화는 미국의 외교적 압력의 결과였다. 공세 취소 이전에 미국 외교관들은 핀란드에게 미국이 소련에 대한 물품 공급을 중단하면 핀란드에 심각한 결과를 초래할 것이라고 경고했다. 따라서 핀란드는 더 이상 공세의 선봉에 서는 데 관심이 없게 되었다. 핀란드가 공세에 관여하는 것을 거부하면서, 북극 여우 작전은 11월에 종료되었고 양측은 현재 위치에 참호를 팠다.

## 여파

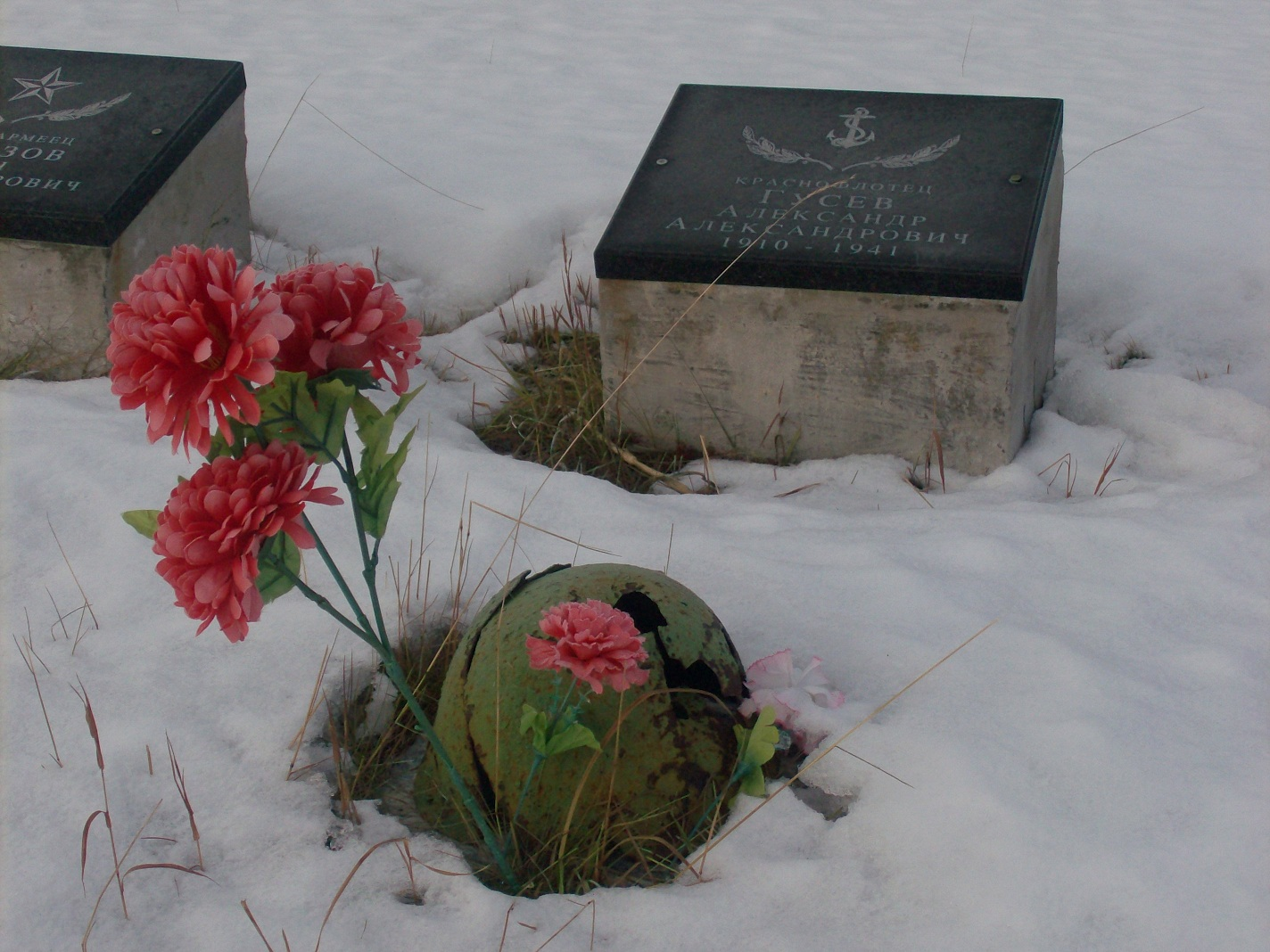
"소련 북극 방어자 기념비"에 있는 이 묘비는 4년간의 북극 교착 상태의 잔혹성을 상징한다.

은빛 여우 작전은 복잡한 목표를 달성하지 못했다. 작전 중 독일군과 핀란드군은 양 전선에서 일부 영토를 점령했지만, 전체적으로 작전은 전략적 의도 면에서 실패했다. 무르만스크나 칸달락샤의 무르만스크 철도 모두 점령되지 않았다. 독일-핀란드군이 무르만스크 철도를 방해하는 데 가장 근접했던 곳은 케스텐가 동쪽으로, 그곳에서 철도까지 약 20 km (12 mi) 떨어져 있었고, 북쪽의 디틀 부대는 무르만스크에 근접하지도 못했다. 특히 SS 부대를 포함한 독일군은 북극 전투에 부적합하고 훈련이 부족하며 준비되지 않아 막대한 사상자를 내면서 거의 진전이 없었다. 반면 핀란드군은 특히 핀란드 제3군단의 제6사단은 좋은 진전을 보였고 소련군에게 막대한 사상자를 입혔다.
은빛 여우 작전의 실패는 동부 전선의 전쟁 진행에 상당한 영향을 미쳤다. 무르만스크는 소련 북방함대의 주요 기지였으며, 아르한겔스크와 함께 소련으로 운송되는 연합군 원조의 주요 목적지였다. 영국 호송대는 소련-독일 전쟁 발발 이후 여름부터 무르만스크로 항해해왔으며, 1941년 12월 미국이 전쟁에 참전하면서 서방 연합군의 원조 유입이 대폭 증가했다. 미국은 무기대여 협정을 발효하여 소련에 대량의 식량, 석유 및 전쟁 물자를 공급할 것을 약속했다. 이 원조의 4분의 1이 무르만스크를 통해 전달되었다. 여기에는 알루미늄과 같은 대량의 원자재뿐만 아니라 전차 5,218대, 항공기 7,411대, 대전차포 4,932문, 탄약 4억 7,300만 발 및 다양한 해상 선박을 포함한 대량의 제조된 군수품이 포함되었다. 이러한 보급품은 소련에 상당한 이점을 제공했으며 저항에 기여했다.
전쟁이 끝날 때까지 북극 전선은 안정적으로 유지되었다. 독일군 최고사령부는 이 전선을 중요한 전구로 간주하지 않았고, 따라서 공세 재개에 필요한 상당한 증원군을 이동시키는 것을 자제했다. 핀란드 역시 서방 연합국을 더 이상 적대적으로 만들고 싶지 않았기 때문에 독자적으로 공세를 계속하는 데 관심이 없었다. 1944년 9월, 핀란드는 소련과 모스크바 휴전 협정을 체결했고 모든 점령지를 포기해야 했다. 독일군은 이후 중앙 핀란드에서 페차모와 노르웨이로 후퇴했다. 1944년 10월, 붉은 군대는 페차모-시르케네스 공세를 수행하여 북극에서 독일군을 핀란드에서 완전히 추방함으로써 결정적인 승리를 거두었다.

## 같이 보기
- 제2차 세계 대전 중 독일군의 스칸디나비아 통과
- 산악엽병
- 제5항공함대
- 무르만스크에 주둔한 영국 왕립 공군 제151 항공대

## 참고 자료
- Inozemtzev, Ivan (1975). 《Крылатые защитники Севера》 [북부의 날개 달린 방어자] (러시아어). Moscow: Voenizdat. OCLC 37855632. 2016년 10월 12일에 확인함.
- Kiselev, Aleksey (1988). 《Мурманск: город-герой》 [무르만스크: 영웅 도시] (러시아어). Moscow: Voenizdat. ISBN 5-203-00048-4. 2016년 10월 12일에 확인함.
- Mann, Chris M.; Jörgensen, Christer (2002). 《Hitler's Arctic War》. Hersham, UK: Ian Allan. ISBN 0-7110-2899-0.
- Nenye, Vesa; Munter, Peter; Wirtanen, Tony; Birks, Chris (2016). 《Finland at War: The Continuation and Lapland Wars 1941–45》. Osprey. ISBN 978-1-4728-1526-2.
- Ravasz, István (2003). 《Finnország függetlenségi harca 1917–1945, Magyar önkéntesek Finnországban》 [핀란드의 독립 투쟁 1917–1945, 핀란드의 헝가리 자원 봉사자] (PDF) (헝가리어). Wysocki Légió Hagyományőrző Egyesületnek. 2017년 10월 20일에 원본 문서 (PDF)에서 보존된 문서. 2015년 1월 26일에 확인함.
- Shirokorad, Alexander (2001). 《Северные войны России》 [러시아의 북부 전쟁] (러시아어). Moscow: AST. ISBN 0-7110-2899-0. 2016년 10월 12일에 확인함.
- Tessin, Georg (1965). 《Die Landstreitkräfte 6-14》. Verbände und Truppen der deutschen Wehrmacht und Waffen-SS im Zweiten Weltkrieg 1939-1945 (독일어) 3 1판. Frankfurt/Main: E.S. Mittler & Sohn. 46, 84, 157쪽.
- Ueberschär, Gerd R. (1998). 〈북유럽의 전략 및 정책〉.   Boog, Horst;  외. 《소련 공격》. 《독일과 제2차 세계 대전》 IV. 번역 McMurry, Dean S.; Osers, Ewald; Willmot, Louise. Militärgeschichtliches Forschungsamt (독일 군사 역사 연구소) (옥스포드: 클라렌던 출판부). 941–1020쪽. ISBN 0-19-822886-4.
- Ziemke, Earl F. (1959). 《1940-1945년 독일 북부 작전 전역》. 육군부 소책자 20-271. 미국 정부 인쇄국. ISBN 0-16-001996-6. 2016년 12월 20일에 원본 문서에서 보존된 문서. 2023년 6월 23일에 확인함.

## 추가 문헌
- Jowett, Philip S.; Snodgrass, Brent (2006). 《1939–45년 전쟁 중의 핀란드》. 오스프리. ISBN 1-84176-969-X.
- Vehviläinen, O. (2002). 《제2차 세계 대전 핀란드: 독일과 러시아 사이》. 번역 McAlester, G. 베이싱스토크: 팔그레이브 맥밀란. ISBN 978-0-333-80149-9.